# Liste marxistischer Theoretiker
Diese Liste marxistischer Theoretiker soll dazu dienen, Personen, die sich durch die Veröffentlichung bedeutender Schriften intensiv mit dem Marxismus befassten und ihn weiterentwickelten, nach ihren Hauptinteressengebieten sowie nach Strömungen zu ordnen und zusammenzufassen. Diese Zuordnung orientiert sich an der Forschung und ist teilweise umstritten.

## Begründer
- Karl Marx (1818–1883), Philosoph, Ökonom und Journalist; Kritiker der bürgerlichen Gesellschaft und der politischen Ökonomie
- Friedrich Engels (1820–1895), deutscher Politiker, Unternehmer, Philosoph und Historiker; einflussreiche Schriften zum wissenschaftlichen Sozialismus

## Frühe Marxisten
- Wilhelm Liebknecht (1826–1900), Reichstagsabgeordneter; Mitbegründer der SPD und der Sozialistischen Internationale, Kritiker Lassalles
- Josef Dietzgen (1828–1888), Philosoph und Journalist
- August Bebel (1840–1913), Führer der deutschen Arbeiterbewegung und Mitbegründer der SPD; Gegner des Massenstreiks
- Paul Lafargue (1842–1911), Journalist und Politiker; gründete 1882 gemeinsam mit Jules Guesde die Arbeiterpartei; wichtige Arbeiten zur bürgerlichen Arbeitsmoral, zur Konsumgesellschaft, zu Geschlechterfragen, zur Religion und zu Rassismus
- Antonio Labriola (1843–1904), Philosoph und Universitätsprofessor; einer der ersten und einflussreichsten italienischen Marxisten sowie Mitbegründer der Sozialistischen Partei Italiens
- Jules Guesde (1845–1922), Journalist und Politiker; trug entscheidend zur Verbreitung des Marxismus in Frankreich bei; Kritik von Jean Jaurès und seinem Reformismus; 1914–16 Minister und Kriegsbefürworter
- Franz Mehring (1846–1919), Publizist, Politiker und marxistischer Historiker; Mitbegründer der KPD
- Victor Adler (1852–1918), Arzt, Journalist und Politiker; Mitbegründer der österreichischen Sozialdemokratie; Mitverfasser des Linzer Programms (Deutschnationalismus) sowie des Brünner Nationalitätenprogramms sowie Reformist und Anhänger der Großdeutschen Lösung; 1918 kurzzeitig Außenminister; korrespondierte mit Engels und Bebel; Arbeiten zu Arbeitsschutz, Sozialreformen und Frieden
- Karl Kautsky (1854–1938), Historiker und Ökonom; führender Theoretiker der deutschen und internationalen Sozialdemokratie; Gründer des marxistischen Zentrums und Verfechter eines evolutionären Sozialismus; Pazifist
- Georgi Plechanow (1856–1918), Journalist und Philosoph; Mitbegründer der russischen Sozialdemokratie; Anhänger der Menschewiki; bedeutende Arbeiten zum historischen Materialismus; Kritiker Bernsteins und des (neukantianischen) ethischen Sozialismus

## Sozialdemokratie

### Linke Sozialdemokraten, Austromarxismus und marxistisches Zentrum
- Arthur Stadthagen (1857–1917), Jurist und SPD-Reichstagsabgeordneter; Experte für Arbeits- und Sozialrecht; Anhänger des „marxistischen Zentrums“ um Kautsky und Bebel; Kriegsgegner und Mitbegründer der USPD
- Carl Grünberg (1861–1940), österreichischer Staatsrechtswissenschaftler und Gründungsdirektor des Frankfurter Instituts für Sozialforschung sowie Vertreter des Austromarxismus
- Julian Borchardt (1868–1932), Journalist und Ökonom
- Karl Renner (1870–1950), Jurist, Publizist, Rechtssoziologe und Politiker; rechter Kritiker des Linzer Programms; Anhänger Ferdinand Lassalles sowie Vertreter des pragmatischen staatssozialistischen Flügels des Austromarxismus
- Max Adler (1873–1937), österreichischer Jurist, Pädagoge, Soziologe, Philosoph (Neukantianismus) und Politiker; linker Kritiker des Linzer Programms
- Gustav Eckstein (1875–1916), Journalist und Wissenschaftler; Theoretiker des Austromarxismus
- Rudolf Hilferding (1877–1941), Politiker, Publizist und Ökonom; Theoretiker des Austromarxismus sowie Mitbegründer der Stamokap-Theorie
- Otto Bauer (1881–1938), Parteivorsitzender der SDAPÖ; Begründer des Integralen Sozialismus und Chefideologe des Austromarxismus; Kritiker von Victor Adlers Reformismus und Deutschnationalismus

### Rechte Sozialdemokraten, Revisionismus und ethischer Sozialismus
- Eduard Bernstein (1850–1932), Theoretiker des Revisionismus und Politiker in der SPD; Anhänger des Neukantianismus sowie Kritiker des wissenschaftlichen Sozialismus; Pazifist
- Franz Staudinger (1849–1921), Gymnasiallehrer und Neukantianer; Wegbereiter der Konsumgenossenschaften
- Eugene V. Debs (1855–1926), Führer der Socialist Party of America; Gegner der direkten Aktion; Arbeiten zu Rassismus sowie zu Gewerkschaftsfragen
- Jean Jaurès (1859–1914), Politiker und Historiker; einer der bekanntesten Vertreter des Reformsozialismus in Frankreich; Pazifist; Arbeiten zur Französischen Revolution
- Victor L. Berger (1860–1929), Politiker und Publizist; Mitbegründer der Sozialdemokratie in den USA 1897; erster Sozialist im US-Repräsentantenhaus sowie Anhänger des Revisionismus
- Karl Vorländer (1860–1928), Geschichtsphilosoph und Neukantianer; Arbeiten zur Philosophie der Sozialdemokratie
- Heinrich Cunow (1862–1936), Hochschullehrer, Redakteur und Politiker; ursprünglich Vertreter der antirevisionistischen Linken und Kriegsgegner; später Anhänger Eberts, Kriegsbefürworter und Vertreter des Kriegssozialismus sowie des evolutionären Sozialismus; marxistische Arbeiten zu Ethnologie und Geschichte
- Eduard David (1863–1930), Gymnasiallehrer und Politiker; Arbeiten zur Agrarfrage; Anhänger des Revisionismus; Kriegsbefürworter sowie zentraler Wegbereiter der Burgfriedenspolitik
- Conrad Schmidt (1863–1932), wichtiger Ökonom der deutschen Sozialdemokratie, der mit Engels korrespondierte; Begründer des neukantianischen „ethischen Sozialismus“
- Alexander Parvus (1867–1924), russischer und deutscher Sozialdemokrat; ursprünglich Vertreter der antirevisionistischen Linken; Kritiker Bernsteins und des neukantianischen Sozialismus; Mitbegründer der Theorie der permanenten Revolution; später Anhänger Eberts

### Menschewiki und russische Revisionisten/Reformisten
- Pawel Axelrod (1850–1928), Kleinunternehmer, Publizist und Mitbegründer der russischen Sozialdemokratie; Mitherausgeber der Iskra; Kriegsgegner und Theoretiker der Linken innerhalb der Menschewiki
- Nikolai Berdjajew (1874–1948), religiöser und politischer Philosoph; Anhänger des „Legalen Marxismus“, einer spezifischen Form des Revisionismus in Russland; später Abwendung vom Marxismus und Hinwendung zum Neukantianismus; schließlich Versuch der Vereinigung von Marxismus und russisch-orthodoxem Christentum; Mitbegründer des christlichen Existentialismus
- Sergej Bulgakow (1871–1944), russischer Ökonom, Philosoph (Neukantianismus) und orthodoxer Theologe; wichtige Beiträge zur Debatte über die Entwicklungsmöglichkeiten des Kapitalismus in Russland zwischen den Legalen Marxisten, den Narodniki und Lenin; wandte sich um 1900 vom Marxismus ab und widmete sich dem Idealismus und der Religion
- Nikolai Kondratjew (1892–1938), russischer Revolutionär, Ökonom und Professor; Schüler Tugan-Baranowskis; als Gründer des Konjunkturinstituts Mitarbeit am ersten Fünfjahrplan und Verfechter der NEP; früher Vertreter der zyklischen Konjunkturtheorie (Kondratjew-Wellen) sowie Kritiker der Theorie vom tendenziellen Fall der Profitrate; wurde im Zuge der Stalinschen Säuberungen ermordet
- Julius Martow (1873–1923), russischer Revolutionär und Publizist; Sprecher der Menschewiki
- Peter Struve (1870–1944), Ökonom und Philosoph; Hauptvertreter des Legalen Marxismus; 1898 Autor des Programms der SDAPR; Verfechter der Etappentheorie; später Anhänger der Weißen Armee
- Michail Tugan-Baranowski (1865–1919), Ökonom und Historiker; Theoretiker des Legalen Marxismus und Anhänger Bernsteins sowie der Grenznutzentheorie; Ende 1917 Finanzminister der Volksrepublik Ukraine; Arbeiten zu den Marxschen Reproduktionsschemata sowie zur Krisentheorie (Disproportionalität)
- Vera Sassulitsch (1849–1919), russische Revolutionärin (zunächst Narodniki, später Marxistin) sowie Mitbegründer der russischen Sozialdemokratie und marxistische Autorin; korrespondierte mit Marx und Engels besondere Bedeutung für die marxistische Debatte kommt den so genannten Sassulitsch-Briefen zu

### Antirevisionistische Linke

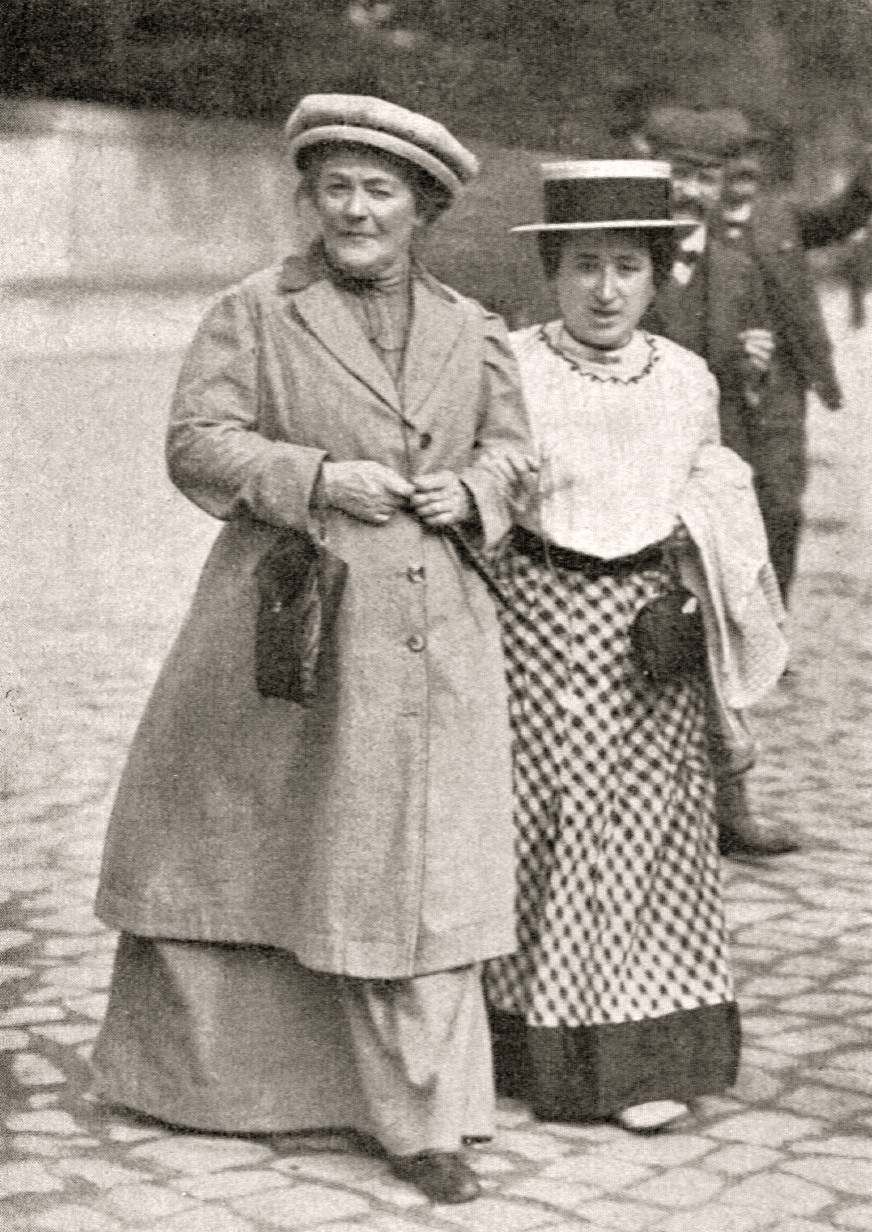
Clara Zetkin (links) mit Rosa Luxemburg im Jahre 1910

- Robert Grimm (1881–1958), Revolutionär und Publizist; führende Persönlichkeit der schweizerischen Arbeiterbewegung; Anhänger des Massenstreiks und Kritiker der Bolschewiki
- Leo Jogiches (1867–1919), Mitbegründer der KPD; nach den Märzkämpfen in der Untersuchungshaft in Berlin ermordet
- Karl Liebknecht (1871–1919), internationalistischer und antimilitaristischer Politiker; Reichstagsabgeordneter sowie Mitbegründer der KPD; nach der Novemberrevolution von rechtsextremen Freikorps in Berlin erschossen
- Rosa Luxemburg (1871–1919), bedeutende Vertreterin der europäischen Arbeiterbewegung; Kritikerin der Bolschewiki und Mitbegründerin der KPD; nach der Novemberrevolution von rechtsextremen Freikorps in Berlin erschossen
- Clara Zetkin (1857–1933), einflussreiche deutsche Politikerin und Frauenrechtlerin sowie Mitbegründerin der KPD

## Kommunismus

### Sowjetmarxismus
- Wilhelm Raimund Beyer (1902–1990), deutscher Jurist und Gründer der Internationalen Hegel-Gesellschaft
- Alexander Alexandrowitsch Bogdanow (1873–1928), russischer Arzt, Philosoph (Empiriokritizismus), Vertreter des Gotterbauertums und Begründer des Proletkult
- Amadeo Bordiga (1889–1970), Gründer und erster Vorsitzender der Kommunistischen Partei Italiens
- Nikolai Iwanowitsch Bucharin (1888–1938), russischer Politiker, Wirtschaftstheoretiker und Philosoph, Mitbegründer der Stamokap-Theorie
- Georgi Dimitrow (1882–1949), bulgarischer Politiker, Generalsekretär der Komintern und Begründer der Dimitroff-These
- Maxim Gorki (1868–1936), russischer Revolutionär (Bolschewiki), Schriftsteller, Vertreter des Gotterbauertums und Begründer des sozialistischen Realismus
- Ernesto Che Guevara (1928–1967), kubanischer Revolutionär, Politiker und Guerillaführer; kritisierte die Bürokratisierung der UdSSR und verfasste Schriften zum „neuen Menschen“; in Bolivien hingerichtet
- Fidel Castro (1926–2016), kubanischer Revolutionär, Politiker, Guerillaführer und Staats- und Parteichef Kubas, verfasste Schriften über den kubanischen Weg zum Sozialismus (Castrismus) und den marxistischen Antiimperialismus
- Mansoor Hekmat (1951–2002), iranischer Revolutionär und Gründer der Arbeiterkommunistischen Partei Irans; Kritiker der UdSSR und der VR China
- Morris Hillquit (1869–1933), Mitbegründer der Kommunistischen Partei der USA (CPUSA); Arbeiten zum Sozialismus in den USA
- Jemeljan Michailowitsch Jaroslawski (1878–1943), russischer Revolutionär (Bolschewiki), Journalist, Anführer der Gesellschaft der Gottlosen und Anhänger Stalins
- Béla Kun (1886–1938), ungarischer Politiker, Anhänger der russischen Bolschewiki; im Rahmen der Stalinschen Säuberungen in der UdSSR ermordet
- Otto Wille Kuusinen (1881–1964), finnischer und sowjetischer Politiker, Anhänger Stalins und führendes Mitglied der Komintern sowie der KPdSU
- Wladimir Iljitsch Lenin (1870–1924), russischer Revolutionär; Anführer und zentraler Theoretiker der Bolschewiki; Zusammenfassung damaliger Imperialismustheorien; gilt als einer der einflussreichsten Marxisten
- Anatoli Wassiljewitsch Lunatscharski (1875–1933), russischer Revolutionär (Bolschewiki), Philosoph (Empiriokritizismus), Journalist, Kunstkritiker und Vertreter des Gotterbauertums; einer der bedeutendsten marxistischen Kulturpolitiker
- José Carlos Mariátegui (1894–1930), peruanischer Journalist, Schriftsteller, politischer Philosoph und Gründer der Kommunistischen Partei Perus; wichtiger marxistischer Theoretiker Lateinamerikas; verfasste u. a. Schriften zu Faschismus, Kunst sowie den Inka und der nationalen Frage
- Karl Radek (1885–1939), Politiker und Journalist, der in Polen, Deutschland und der UdSSR wirkte; schwankte zwischen Trotzkismus und Stalinismus; prägte die Begriffe Nationalbolschewismus und Sozialfaschismus
- Christian Georgijewitsch Rakowski (1873–1941), bulgarischer Revolutionär (Menschewiki) und bolschewistischer Politiker; Verfasser kleinerer theoretischer Schriften wie „Die Probleme der Sowjet-Ukraine“ (1920); bekannte sich als ehemaliger Trotzkist im Zuge der Stalinschen Säuberungen zur Politik Stalins, wurde später jedoch verurteilt und schließlich vom NKWD ermordet
- John Reed (1887–1920), US-amerikanischer Journalist und Mitbegründer der CPUSA
- Charles Ruthenberg (1882–1927), Mitbegründer der CPUSA
- Rose Pastor Stokes (1879–1933), Feministin und Mitbegründer der CPUSA
- Grigori Jewsejewitsch Sinowjew (1883–1936), sowjetischer Politiker, führendes Mitglied der Komintern sowie der KPdSU; Vertreter der Sozialfaschismusthese; im Rahmen der Stalinschen Säuberungen hingerichtet
- Josef Stalin (1878–1953), georgischer Revolutionär (Bolschewiki), sowjetischer Staats- und Parteichef

### Trotzkismus
- Tariq Ali (* 1943), britischer Schriftsteller, Filmemacher und Historiker; Herausgeber der internationalen Zeitung „New Left Review“ und Autor zahlreicher Studien über Imperialismus und islamischen Fundamentalismus
- Daniel Bensaïd (1946–2010), französischer Philosoph und Politiker; führender Kopf der französischen Studentenbewegung
- James P. Cannon (1890–1974), US-amerikanischer Politiker und Journalist; Gründer der Socialist Workers Party; führende Figur in der internationalen trotzkistischen Bewegung
- Tony Cliff (1917–2000), britischer Politiker; Biograph Lenins und Trotzkis; Befürworter der Staatskapitalismustheorie
- Hal Draper (1914–1990), US-amerikanischer Schriftsteller und Übersetzer
- Raya Dunayevskaya (1910–1987), US-amerikanische Aktivistin, Autorin und Übersetzerin; Befürworter der Staatskapitalismustheorie sowie Begründerin des Marxismus-Humanismus
- Chen Duxiu (1879–1942), chinesischer Politiker und Gründungsmitglied der KPCh; Mitherausgeber marxistischer Zeitschriften
- Max Eastman (1883–1969), US-amerikanischer Schriftsteller und Kunstkritiker
- Ted Grant (1913–2006), südafrikanisch-britischer Schriftsteller und Politiker
- C. L. R. James (1901–1989), britischer Kulturkritiker, Journalist, Schriftsteller und Theoretiker; führender Forscher zur schwarzen Diaspora
- Michael Löwy (* 1938), marxistischer Soziologe und Philosoph; wichtiger Arbeiten über die Theorie der permanenten Revolution und das Verhältnis zwischen Marxismus und Nationalismus
- Ernest Mandel (1923–1995), bedeutender marxistischer Ökonom; zahlreiche Bücher über marxistische Wirtschaftstheorie und Spätkapitalismus
- David North US-amerikanischer Journalist; derzeit Vorsitzender der Socialist Equality Party
- Michel Pablo (1911–1996), griechischer Politiker und führendes Mitglied der Vierten Internationalen (Pablismus); Begründer der Theorie der Kriegsrevolution
- Juan Posadas (1912–1981), argentinischer Politiker (Posadismus)
- Christian Georgijewitsch Rakowski (1873–1941), bulgarischer Revolutionär und Politiker, Analysen zum Stalinismus
- Roman Rosdolsky (1898–1967), ukrainischer Sozialhistoriker und Ökonom; Arbeiten über die Revolutionen von 1848/49 sowie zu marxistischer Wirtschaftstheorie und Sozialgeschichte
- Max Shachtman (1904–1972), US-amerikanischer marxistischer Theoretiker und antisowjetischer Sozialdemokrat; gemeinsam mit James P. Cannon 1927 Gründung der Kommunistischen Liga von Amerika
- Peter Taaffe (1942–2025), britischer Schriftsteller und Politiker; Arbeiten über die Französische Revolution, den Vietnam-Krieg und den Marxismus auf Kuba
- Tạ Thu Thâu (1906–1945), vietnamesischer Revolutionär und Politiker, Begründer des Thauismus
- Leo Trotzki (1879–1940), russischer Revolutionär, Politiker und Theoretiker sowie Gründer der Roten Armee; Führer der linken Opposition in der Sowjetunion
- Winfried Wolf (1949–2023), deutscher Schriftsteller, Journalist und Politiker; Arbeiten zu Globalisierung und Umweltschutz
- Alan Woods (* 1944), britischer Journalist und Politiker; Arbeiten zu Naturwissenschaft und Philosophie
- Alexander Konstantinowitsch Woronski (1884–1937), russischer Revolutionär und bedeutender Literaturkritiker der frühen Sowjetunion; Auseinandersetzung mit der Proletkult-Bewegung

### Maoismus
- Bob Avakian (* 1943), US-amerikanischer kommunistischer Politiker und wichtiger Theoretiker des Maoismus
- Charles Bettelheim (1913–2006), marxistischer Ökonom und Soziologe, führender Theoretiker zum Paradigma der „autozentrierten Entwicklung“
- Enver Hoxha (1908–1985), albanischer Politiker und 1944–1985 Staatschef Albaniens; 1978 Bruch mit der VR China und dem Maoismus
- Mao Zedong (1893–1976), chinesischer Politiker und Revolutionär, 1949–76 Staatschef der VR China; verband den Marxismus-Leninismus mit der chinesischen Praxis

### Titoismus
- Milovan Djilas (1911–1995), jugoslawischer Politiker und Sozialwissenschaftler; Arbeiten über Klassentheorie; 1954 Bruch mit dem Titoismus
- Edvard Kardelj (1910–1979), jugoslawischer Widerstandskämpfer und Politiker sowie führender Theoretiker des Titoismus; Analysen zu Leninismus und Stalinismus
- Josip Broz Tito (1892–1980), jugoslawischer Widerstandskämpfer und Politiker sowie führender Kopf der Bewegung der blockfreien Staaten; 1945–80 Staats- und Parteichef Jugoslawiens; Theorien über Arbeiterselbstverwaltung und Föderalismus

## Rätekommunismus
- Cajo Brendel (1915–2007), niederländischer Theoretiker und Journalist; Mitherausgeber der Zeitschrift „Daad en Gedachte“
- Daniel DeLeon (1852–1914), US-amerikanischer Politiker; Begründer des DeLeonismus und Mitgründer der Socialist Labor Party of America sowie der Industrial Workers of the World
- Herman Gorter (1864–1927), niederländischer Theoretiker und Dichter sowie Mitbegründer der KP der Niederlande; Analysen zum Leninismus
- Karl Korsch (1886–1961), deutscher Theoretiker und Politiker, gilt als Erneuerer des Marxismus
- Paul Mattick (1904–1981), US-amerikanischer politischer Schriftsteller; Arbeiten zum kapitalistischen Wirtschaftssystem sowie über den Keynesianismus
- Anton Pannekoek (1873–1960), niederländischer Astronom und Astrophysiker; führender Theoretiker des Rätekommunismus
- Otto Rühle (1874–1943), deutscher Politiker und Schriftsteller; Arbeiten über Schul- und Bildungspolitik

## Neomarxismus und Neue Linke
- Rudolf Bahro (1935–1997), deutscher Philosoph und Politiker, bekannter Dissident der DDR, kritisierte das System mit seinem Werk „Die Alternative“
- Ernst Bloch (1885–1977), deutscher Philosoph, verband Sozialismus mit dem Christentum, bekanntestes Werk ist Das Prinzip Hoffnung
- Rudi Dutschke (1940–1979), deutscher Soziologe, Wortführer der Studentenbewegung der 1960er Jahre, wichtiges Mitglied des SDS
- Antonio Gramsci (1891–1937), italienischer Philosoph und Politiker, gilt als einer der Erneuerer des Marxismus, hat mit seinen Überlegungen zum Thema Hegemonie die marxistische Theorie entscheidend weiterentwickelt, Hauptwerk sind die Gefängnishefte
- Pietro Ingrao (1915–2015), italienischer Journalist und Politiker (KPI)
- Christof Kievenheim (1946–1978), deutscher Soziologe und Theoretiker des Eurokommunismus
- Leszek Kołakowski (1927–2009), polnischer Philosoph, Historiker und Publizist; Begründer der polnischen Schule des „Humanistischen Marxismus“; Arbeiten zu Spinoza, zum jungen Marx sowie zu Christentum und Atheismus
- Karl Korsch (1886–1961), deutscher Philosoph und marxistischer Theoretiker, einer der entscheidenden Erneuerer des Marxismus in der ersten Hälfte des 20. Jahrhunderts
- Hans-Jürgen Krahl (1943–1970), deutscher Philosoph und Aktivist der 68er-Bewegung
- Henri Lefebvre (1901–1991), französischer Soziologe und Philosoph
- Georg Lukács (1885–1971), ungarischer Philosoph und Literaturwissenschaftler, gilt als ein Erneuerer der marxistischen Philosophie
- Karin Priester (1941–2020), deutsche Historikerin und Politikwissenschaftlerin
- Rossana Rossanda (1924–2020), italienische Intellektuelle und Schriftstellerin
- Jean-Paul Sartre (1905–1980), französischer Schriftsteller und Philosoph
- Adam Schaff (1913–2006), polnischer Philosoph und Politiker (KP); nach seiner Abkehr vom Marxismus-Leninismus erst Vertreter des „Humanistischen Marxismus“ um Kołakowski, später Vertreter eines „Ökumenischen Humanismus“; versuchte, Sartres Existenzialismus mit dem Marxismus auszusöhnen
- Fritz Sternberg (1895–1963), deutscher Ökonom, marxistischer Theoretiker und sozialistischer Politiker, Analysen zum Imperialismus, Kapitalismus und Faschismus, Kritiker des Stalinismus
- Bruno Trentin (1926–2007), italienischer Gewerkschafter und Politiker

### Frankfurter Schule

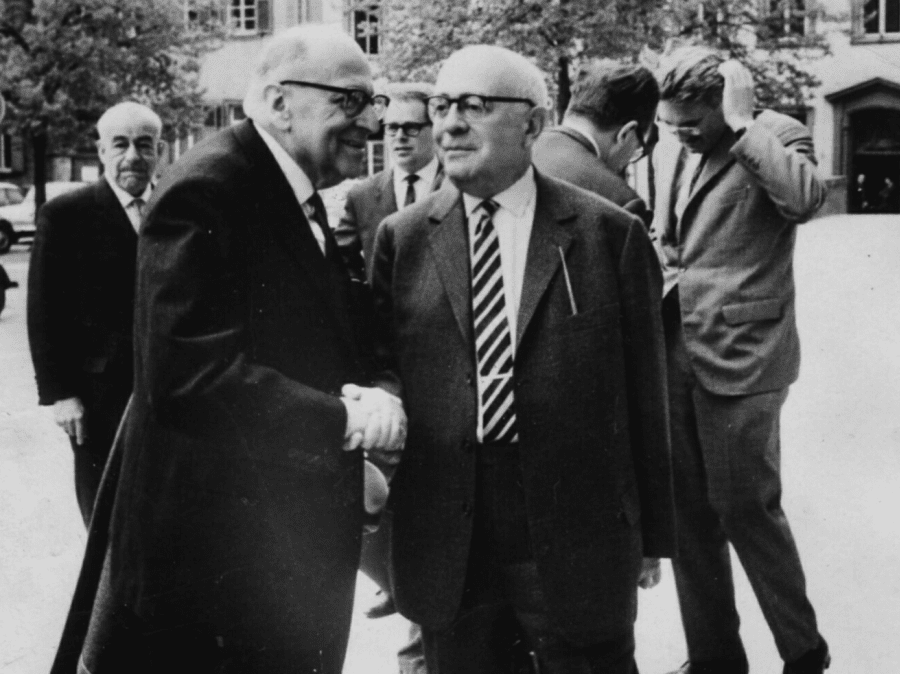
Theodor W. Adorno (vorne rechts) mit Max Horkheimer (links) und Jürgen Habermas (hinten rechts) in Heidelberg, 1965

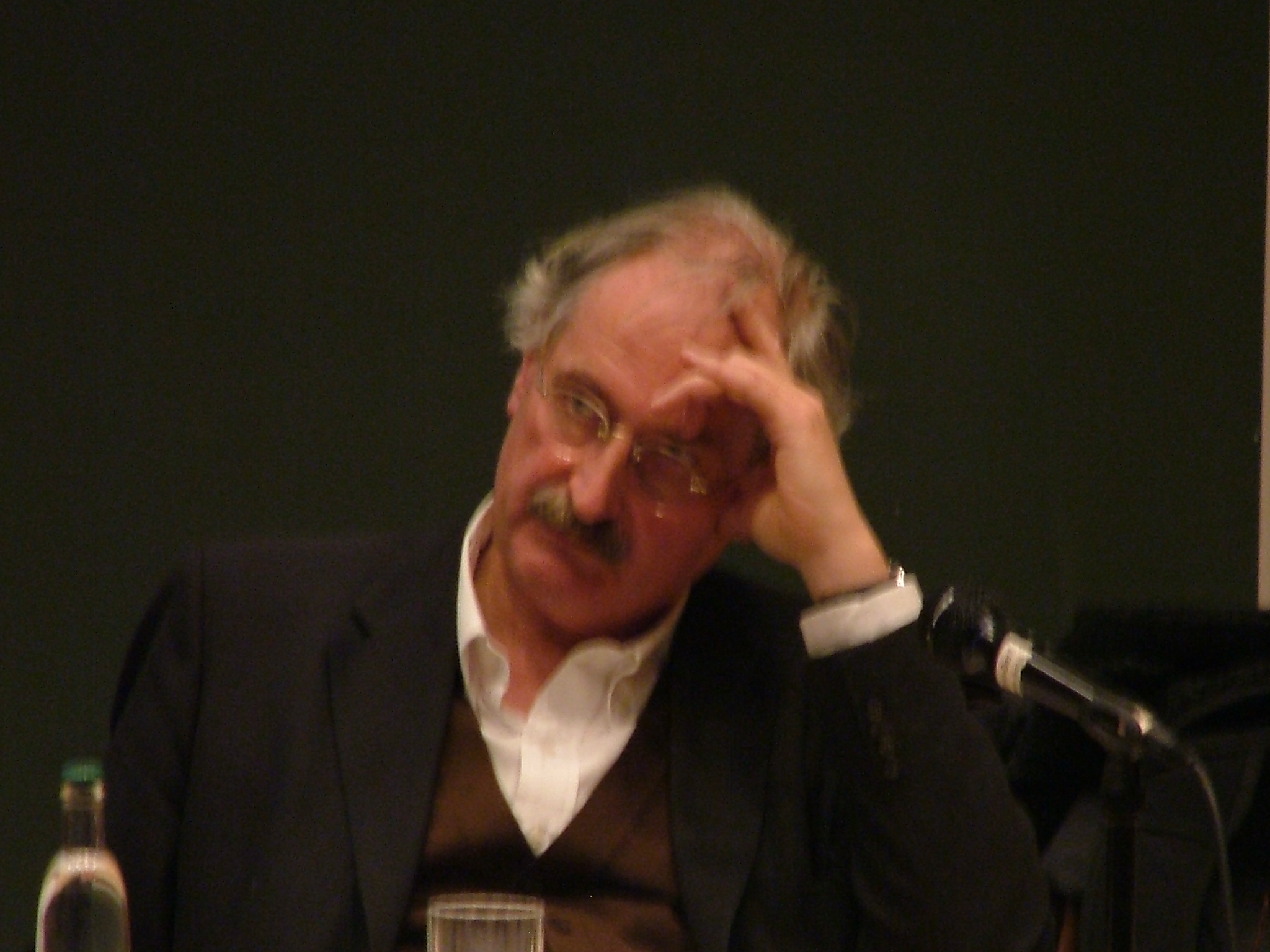
Axel Honneth beim deutschen Soziologiekongress 2008

- Theodor W. Adorno (1903–1969)
- Walter Benjamin (1892–1940)
- Iring Fetscher (1922–2014)
- Erich Fromm (1900–1980)
- Henryk Grossmann (1881–1950)
- Carl Grünberg (1861–1940)
- Jürgen Habermas (* 1929)
- Axel Honneth (* 1949)
- Max Horkheimer (1895–1973)
- Siegfried Kracauer (1889–1966)
- Leo Löwenthal (1900–1993)
- Herbert Marcuse (1898–1979)
- Oskar Negt (1934–2024)
- Franz Neumann (1900–1954)
- Friedrich Pollock (1894–1970)
- Alfred Schmidt (1931–2012)
- Alfred Sohn-Rethel (1899–1990)
- Karl August Wittfogel (1896–1988)

### Operaismus
- Romano Alquati (1935–2010)
- Franco Berardi (* 1948)
- Sergio Bologna (* 1937)
- Michael Hardt (* 1960)
- Danilo Montaldi (1929–1975)
- Antonio Negri (1933–2023)
- Raniero Panzieri (1921–1964)
- Karl Heinz Roth (* 1942)
- Mario Tronti (1931–2023)

### Situationisten
- Guy Debord (1931–1994)

### Postmarxismus
- Boris Kagarlizki (* 1958)
- Robert Kurz (1943–2012)
- Ernesto Laclau (1935–2014)
- Chantal Mouffe (* 1943)
- Moishe Postone (1942–2018)
- Slavoj Žižek (* 1949)

### Weltsystem-Theorie
- Samir Amin (1931–2018)
- André Gunder Frank (1929–2005)
- Andrei Korotajew (* 1961)
- Immanuel Wallerstein (1930–2019)

### Marxistischer Feminismus
- Simone de Beauvoir (1908–1986)
- Mariarosa Dalla Costa (* 1943)
- Raya Dunayevskaya (1910–1987)
- Shulamith Firestone (1945–2012)
- Selma James (* 1930)
- Ulrike Meinhof (1934–1976)
- Frigga Haug (* 1937)
- Silvia Federici (* 1942)

## Nach Disziplinen

### Marxismus und Frauenfrage
- August Bebel (1840–1913), Führer der deutschen Arbeiterbewegung und Mitbegründer der SPD; Gegner des Massenstreiks; Werk: Die Frau und der Sozialismus (1879)
- Karen Horney (1885–1952), war eine deutsch-amerikanische Psychoanalytikerin, studierte 1906 als eine der ersten Frauen in Deutschland Medizin und grenzte sich später in ihrer Arbeit feministisch von Sigmund Freud ab
- Alexandra Michailowna Kollontai (1872–1952), war eine russische Revolutionärin, die sich vor allem in Fragen um die Bedeutung der Frau und der Sexualität, häufig im Widerspruch zu Lenin befand
- Rosa Luxemburg, siehe oben
- Adelheid Popp (1869–1939), österreichische Frauenrechtlerin und sozialistische Politikerin, Begründerin der proletarischen Frauenbewegung in Österreich
- Clara Zetkin, siehe oben

### Historiker

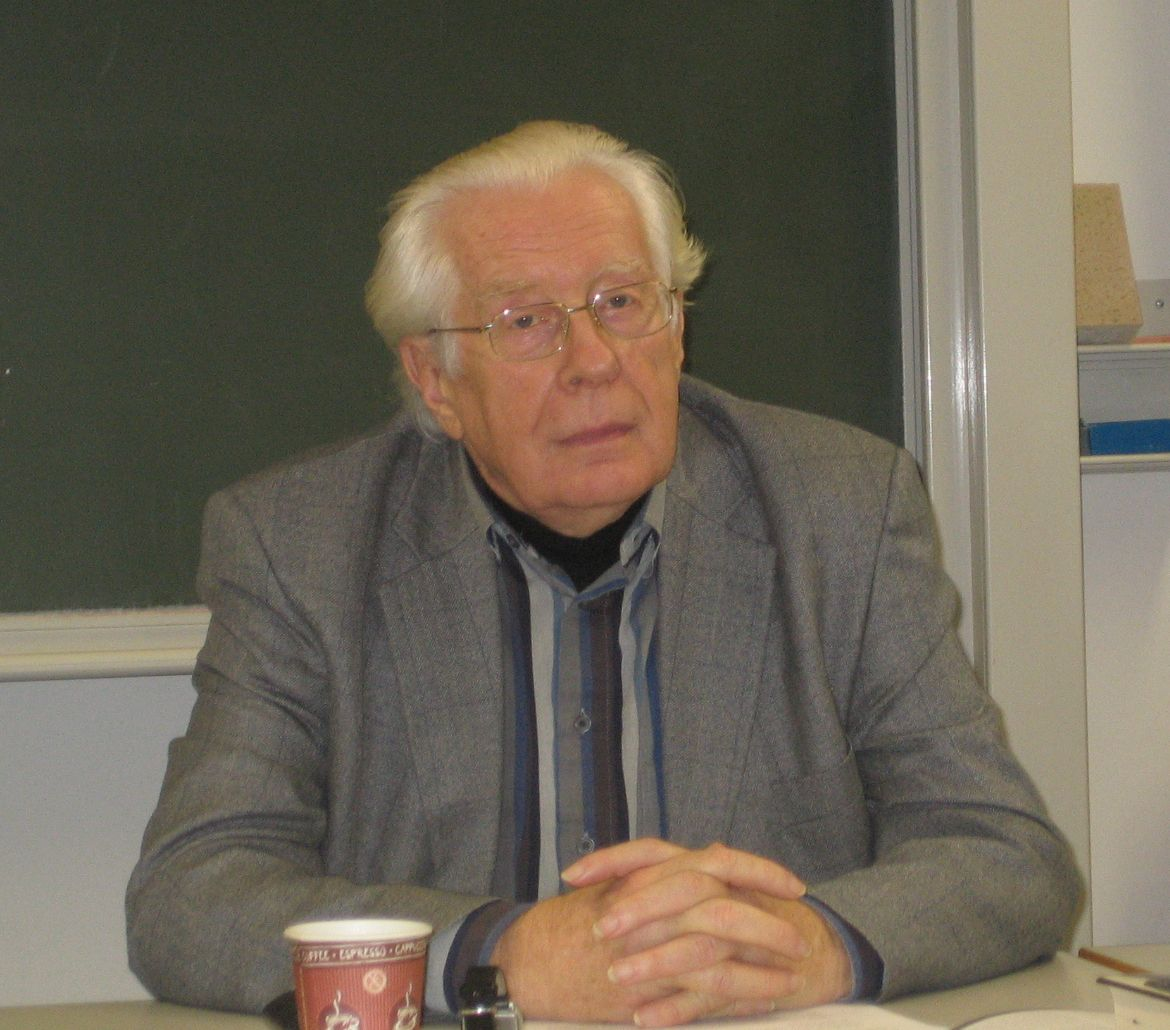
Manfred Weißbecker 2007

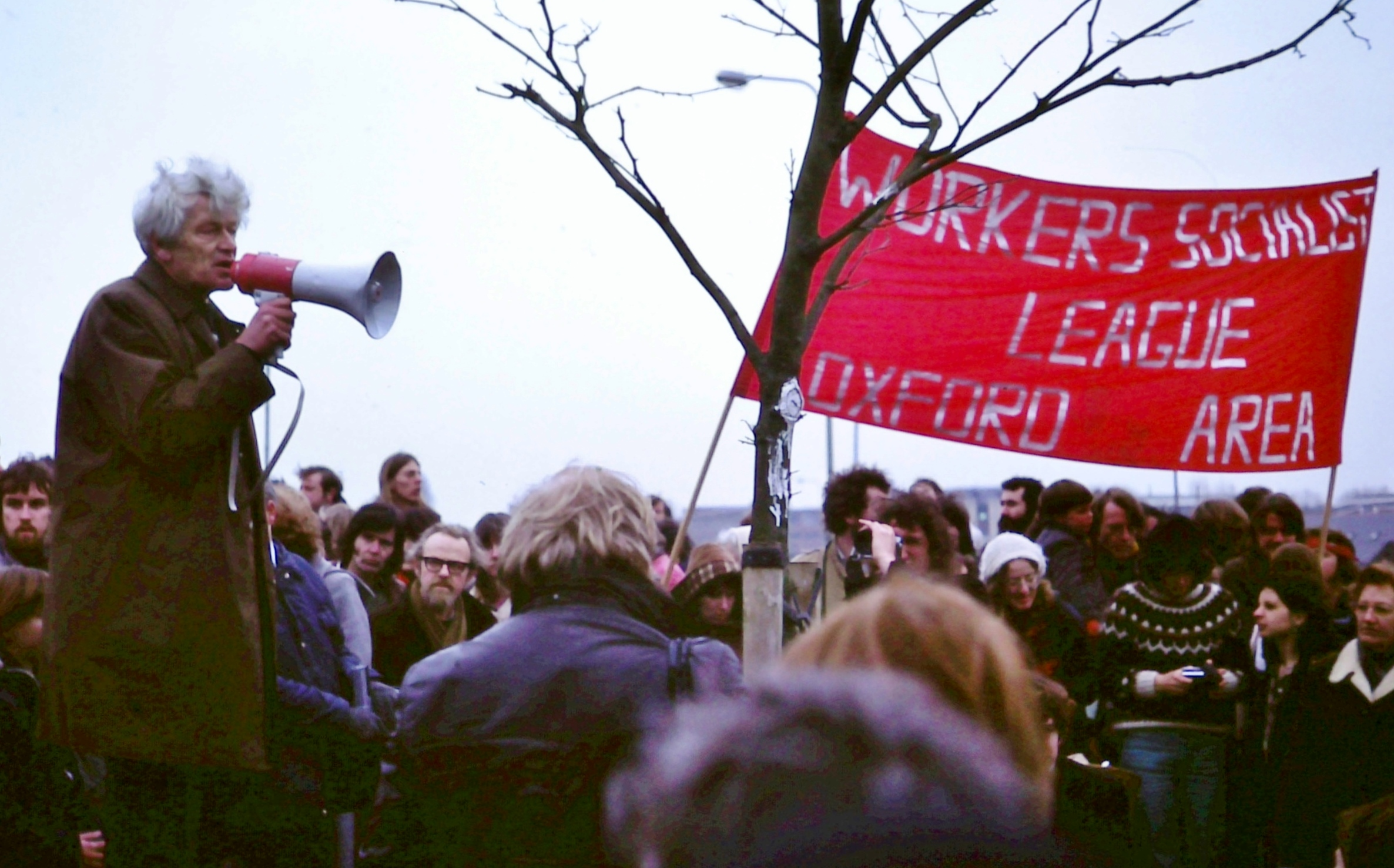
Edward P. Thompson 1980

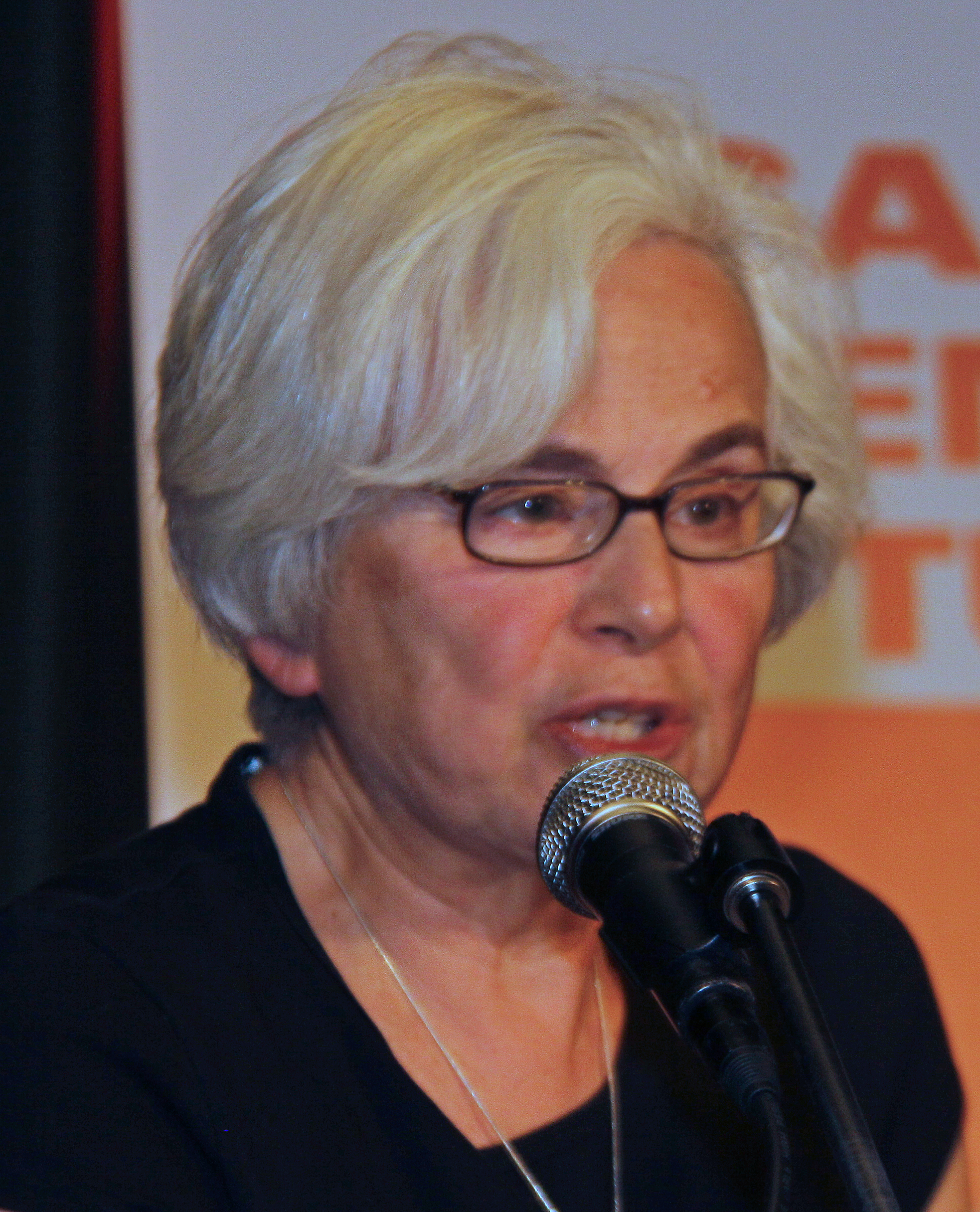
Ellen Meiksins Wood 2012

- Wolfgang Abendroth (1906–1985), deutscher Widerstandskämpfer gegen den NS, Politologe und Rechtswissenschaftler
- Herbert Aptheker (1915–2003), US-amerikanischer Historiker zur afroamerikanischen Geschichte und politischer Aktivist
- Charles Bettelheim (1913–2006), französischer Ökonom, Soziologe und Befürworter der chinesischen Kulturrevolution
- Paul Boccara (1932–2017), französischer Historiker und Ökonom, Beiträge zur Theorie vom Staatsmonopolistischen Kapitalismus
- Mike Davis (1946–2022), US-amerikanischer Soziologe und Historiker mit Schwerpunkt Sozialgeschichte
- Hal Draper (1914–1990), US-amerikanischer Marxismusforscher und Übersetzer u. a. Heinrich Heine und Marx
- Dietrich Eichholtz (1930–2016), deutscher Historiker mit Schwerpunkt Faschismusforschung
- Jean Elleinstein (1927–2002), französischer Historiker mit den Schwerpunkten: Kommunismusgeschichte und Arbeiterbewegung
- Federico Brito Figueroa (1921–2000), venezolanischer Historiker und Anthropologe, Arbeiten über Sklaverei und spanischen Kolonialismus, beeinflusste maßgeblich Hugo Chávez
- Kurt Gossweiler (1917–2017), deutscher Historiker mit den Schwerpunkten Arbeiterbewegung und Faschismusforschung
- Ranajit Guha (1923–2023), indischer Historiker mit Schwerpunkt: Britische Kolonialgeschichte
- Christopher Hill (1912–2003), britischer Historiker mit Schwerpunkt englische und britische Geschichte
- Eric Hobsbawm (1917–2012), britischer Historiker und Sozialwissenschaftler mit Schwerpunkt: Wirtschafts- und Sozialgeschichte
- Fritz Keller (1950–2023), österreichischer Historiker und Publizist
- Jürgen Kuczynski (1904–1997), deutscher Historiker und Wirtschaftswissenschaftler
- Erhard Lucas-Busemann (1937–1993), deutscher Historiker mit den Schwerpunkten Geschichte der Arbeiterbewegung zwischen den Weltkriegen
- Walter Markov (1909–1993), deutscher Historiker
- Timothy Mason (1940–1990), britischer Historiker des Nationalsozialismus
- Franz Mehring (1846–1919), deutscher Politiker, Publizist und Historiker
- Kurt Pätzold (1930–2016), deutscher Historiker mit den Schwerpunkten Faschismusforschung und Antisemitismusforschung
- Michail Nikolajewitsch Pokrowski (1868–1932), russischer Historiker und 1917 als Vorsitzender des Moskauer Sowjets an der Vorbereitung der Oktoberrevolution beteiligt
- Roman Rosdolsky (1898–1967), ukrainischer Historiker und Ökonom mit den Schwerpunkten: Trotzkismus und Neomarxismus
- Maximilien Rubel (1905–1996), französisch-österreichischer Widerstandskämpfer gegen den NS, Soziologe und Rätekommunist
- Albert Soboul (1914–1982), französischer Historiker mit Schwerpunkt Französische Revolution
- Edward P. Thompson (1924–1993), britischer Historiker und Friedensaktivist
- Enzo Traverso (* 1957), französisch-italienischer Historiker und Politologe mit Schwerpunkt: Holocaustforschung
- Manfred Weißbecker (* 1935), deutscher Historiker mit den Schwerpunkten: Faschismusforschung und Arbeiterbewegung
- Ellen Meiksins Wood (1942–2016), US-amerikanische Historikerin
- Howard Zinn (1922–2010), US-amerikanischer Historiker, der sich vor allem um die Darstellung der Geschichte der USA von unten bemühte

#### Archäologen und Althistoriker
- Vere Gordon Childe (1892–1957), australisch-britischer Archäologe und Archäologietheoretiker, er prägte den Begriff der Neolithischen Revolution
- Arthur Rosenberg (1889–1943), deutscher Althistoriker, der wegen seiner Parteizugehörigkeit akademisch ausgegrenzt wurde, lehrte Alte Geschichte und publizierte zum deutschen Kaiserreich und der Entstehung der Weimarer Republik
- Geoffrey de Ste Croix (1910–2000), britischer Althistoriker, forschte insbesondere zur griechischen Geschichte

### Soziologen und Ökonomen
- Louis Althusser (1918–1990)
- Elmar Altvater (1938–2018)
- Hans-Georg Backhaus (* 1929)
- Paul A. Baran (1910–1964)
- Charles Bettelheim (1913–2006)
- Paul Boccara (1932–2017), französischer Historiker und Ökonom, Beiträge zur Theorie vom Staatsmonopolistischen Kapitalismus
- Manuel Castells (* 1942)
- Michel Clouscard (1928–2009)
- Allin Cottrell (* 1953)
- Frank Deppe (* 1941)
- Heinz Dieterich (* 1943), deutscher Sozialwissenschaftler und Nationalökonom, Begründer des Konzepts vom Sozialismus des 21. Jahrhunderts, Arbeiten über marxistischer Gebrauchs- und Arbeitswerttheorie, führender Theoretiker zur Äquivalenzökonomie, beeinflusste maßgeblich Hugo Chávez
- Maurice Dobb (1900–1976)
- Georg Fülberth (* 1939)
- Alvin W. Gouldner (1920–1980)
- Henryk Grossmann (1881–1950)
- Frigga Haug (* 1937)
- Wolfgang Fritz Haug (* 1936)
- Michael Heinrich (* 1957)
- Joachim Hirsch (* 1938)
- Werner Hofmann (1922–1969)
- Walter Hollitscher (1911–1986)
- John Holloway (* 1947)
- Hans Heinz Holz (1927–2011)
- Henri Lefèbvre (1901–1991)
- C. L. R. James (1901–1989)
- Bob Jessop (* 1946)
- Robert Katzenstein (1928–2006)
- Leo Kofler (1907–1995)
- Nikolai Kondratjew (1892–1938)
- Reinhard Kühnl (1936–2014)
- Robert Kurz (1943–2012)
- Timm Kunstreich (* 1944)
- Hendrik de Man (1885–1953)
- Ernest Mandel (1923–1995)
- Paul Mattick (1904–1981)
- Ralph Miliband (1924–1994)
- Charles Wright Mills (1916–1962)
- Anton Pannekoek (1873–1960)
- Alexander Parvus (1867–1924)
- Arno Peters (1916–2002), deutscher Historiker und Kartograph, Mitbegründer der Äquivalenzökonomie
- Nicos Poulantzas (1936–1979)
- Helmut Reichelt (* 1939)
- Thomas T. Sekine (1933–2022)
- Alfred Sohn-Rethel (1899–1990)
- Isaak Rubin (1886–1937)
- Josef Schleifstein (1915–1992)
- Werner Seppmann (1950–2021)
- Robert Steigerwald (1925–2016)
- Paul Sweezy (1910–2004)
- Kōzō Uno (1897–1977)
- Eugen Varga (1879–1964)
- Immanuel Wallerstein (1930–2019)
- Ernst Wimmer (1924–1991)
- Dieter Wolf (* 1942)
- Richard D. Wolff (* 1942), US-amerikanischer Ökonom, der zur ökonomischen Methodologie und zur Klassenstruktur der USA arbeitet

### Geographie
- David Harvey (* 1935)

### Kulturtheorie
- Theodor W. Adorno (1903–1969)
- Walter Benjamin (1892–1940)
- Ernst Bloch (1885–1977)
- Terry Eagleton (* 1943)
- Ernst Fischer (1899–1972)
- Mark Fisher (1968–2017)
- Wladimir Maximowitsch Fritsche (1870–1929)
- Antonio Gramsci (1891–1937)
- Stuart Hall (1932–2014)
- Max Horkheimer (1895–1973)
- Fredric Jameson (1934–2024)
- Siegfried Kracauer (1889–1966)
- Georg Lukács (1885–1971)
- Lu Märten (1879–1970)
- Raymond Williams (1921–1988)

### Linguistik
- Marcel Cohen (1884–1974)
- Nikolai Jakowlewitsch Marr (1865–1934)
- Michel Pêcheux (1938–1983)
- Walentin Nikolajewitsch Woloschinow (1895–1936)

### Psychologie und Psychiatrie

#### Freudomarxismus
- Siegfried Bernfeld (1892–1953)
- Otto Fenichel (1897–1946)
- Shulamith Firestone (1945–2012)
- Erich Fromm (1900–1980)
- Wilhelm Reich (1897–1957)

#### Marxistisch orientierte Psychoanalytiker
- Walter Hollitscher (1911–1986)
- Karen Horney (1885–1952)
- Julia Kristeva (* 1941)
- Jean Laplanche (1924–2012)
- Reimut Reiche (* 1941)
- Slavoj Žižek (* 1949)

##### Ethnopsychoanalyse
- Géza Róheim (1891–1953)

#### Frankfurter Schule
- Theodor W. Adorno (1903–1969)
- Erich Fromm (1900–1980)
- Max Horkheimer (1895–1973)
- Herbert Marcuse (1898–1979)

#### Kulturhistorische Schule
- Alexej Leontjew (1903–1979)
- Alexander Lurija (1902–1977)
- Lew Wygotski (1896–1934)

#### Kritische Psychologie
- Karl-Heinz Braun (* 1948)
- Klaus Holzkamp (1927–1995)
- Ute Holzkamp-Osterkamp (* 1935)
- Morus Markard (* 1948)
- Harald Werner (1940–2023)

#### Schizoanalyse
- Gilles Deleuze (1925–1995)
- Félix Guattari (1930–1992)
- Rudolf Heinz (* 1937)

#### Psychiatrie
- Erich Wulff (1926–2010)

#### Weitere am Marxismus orientierte Psychologen und Autoren psychologischer Literatur
- Helmut Dahmer (* 1937)
- Alice Rühle-Gerstel (1894–1943)
- Marie Langer (1910–1987), österreichstämmige Medizinerin, Psychoanalytikerin, Feministin und Kommunistin, die erst in Argentinien und später in Mexiko gewirkt hat

### Pädagogen
- Johannes Beck (1938–2013), deutscher Pädagoge
- Karl-Heinz Braun (* 1948), deutscher Pädagoge mit dem Schwerpunkt: soziale Arbeit
- Freerk Huisken (* 1941), deutscher Pädagoge und Politologe mit Schwerpunkt: Kritik des Ausbildungswesens
- Edwin Hoernle (1883–1952), deutscher Politiker, Schriftsteller und Pädagoge
- Lothar Klingberg (1926–1999), deutscher Pädagoge, entwickelte die Dialektische Didaktik in der DDR

### Rechtstheorie
- Wolfgang Abendroth (1906–1985), deutscher Widerstandskämpfer gegen den NS, Politologe und Rechtswissenschaftler
- Eugen Paschukanis (1891–1937), russischer Jurist und Rechtsphilosoph

### Philosophie
- Louis Althusser (1918–1990), französischer Philosoph
- Antonio Gramsci (1891–1937), italienischer Theoretiker und Aktivist
- Hans Heinz Holz (1927–2011), deutscher Philosoph, Hochschullehrer und kommunistischer Aktivist
- Herbert Hörz (1933–2024), deutscher Philosoph und Wissenschaftshistoriker
- Antonio Labriola (1843–1904), italienischer Philosoph
- Henri Lefebvre (1901–1991), französischer Philosoph
- Domenico Losurdo (1941–2018), italienischer Philosoph, Historiker mit Schwerpunkt Geschichtsrevisionismus und kommunistischer Aktivist
- Robert Steigerwald (1925–2016), deutscher Philosoph und kommunistischer Aktivist

### Agrarwissenschaft
- Theodor Bergmann (1916–2017), deutscher Agrarwissenschaftler, der zu Agrarpolitik und zur Geschichte der internationalen Arbeiterbewegung arbeitete